# Du bleu jusqu'en Amérique
Pour plus de détails, voir Fiche technique et Distribution.
Du bleu jusqu'en Amérique est un film français de Sarah Lévy sorti en 1999.

## Synopsis
Le film raconte l'histoire de Camille (Samuel Jouy), en long séjour dans un centre de réadaptation après un grave accident.
Coupé du monde, cet hôpital étrange et immense est dirigé par le dynamique et fantasque professeur Helpos. En fauteuil roulant, déprimé, Camille reprend goût à la vie grâce à l’amitié du caïd Hamid et de sa bande de jeunes « déglingués », selon leurs propres termes, et à l’amour de la jolie Solange.

## Fiche technique
Source : IMDb, sauf mention contraire
- Réalisatrice et Scénariste : Sarah Lévy
- Producteurs : Thierry Baudrais (délégué), Didier Boujard, Martine de Clermont-Tonnerre, Jean Michel Savy (délégué)
- Directeur de Production : Thierry Baudrais
- Musique du film : Ramon Pipin
- Directeur de la photographie : Jean-Max Bernard
- Montage : Jacqueline Mariani
- Distribution des rôles : Ghislaine Gutierres
- Création des décors : Jean-Vincent Puzos
- Création des costumes : Bernadette Strassman
- Société de production : Alta Loma Films, Canal+, Little Big Films, MACT Productions et Arte France Cinéma
- Société de distribution : Noria Films
- Pays d'origine :  France
- Genre : drame
- Durée : 1h40
- Date de sortie :
  -  France : 1er décembre 1999

## Distribution
- Samuel Jouy : Camille
- Marion Cotillard : Solange
- Albert Dupontel : Professeur Helpos
- Claude Perron : Mlle Guerensky
- Zabou Breitman : Anna
- Féodor Atkine : Aimé
- Franck Gourlat : Jacques, le kiné
- Édouard Montoute : Hamid
- Yves Afonso : Robert
- Louise Boisvert : Pauline
- Katia Lewkowicz : Voiture Voiture
- Lucien Jean-Baptiste : Bob l'Antillais
- Loïc Corbery : Hadrien
- Marina Tomé : Melle Bouillaisse
- Antoine Duléry : Le père de Martine
- Francis Renaud : Grand mec de l'équipe Helpos
- Yasmine Modestine : Brigitte, l'aide-soignante
- Niseema Theillaud : La mère de Solange
- Stéphane Soo Mongo : Jeune plâtré à l'horiozontale
- Agnès Château : Joëlle
- Marie-Laure Descoureaux : l'aide-soignante de nuit
- Philippe Spiteri : l'infirmier
- Hervé Ganem : Monsieur Amzallag